# 沖縄県道221号那覇内環状線
沖縄県道221号那覇内環状線（おきなわけんどう221ごう なはうちかんじょうせん）は沖縄県那覇市赤嶺と久茂地とを結ぶ一般県道。

## 概要

### 路線データ
- 起点：那覇市赤嶺（国道331号・沖縄県道231号那覇空港線）
- 終点：那覇市久茂地（久茂地交差点、国道58号・沖縄県道42号線・那覇市道松山通り）
（単独区間は那覇市樋川の那覇高校前交差点まで。同交差点から県庁南口交差点までは県道222号、さらに終点までは県道42号とそれぞれ重複）
- 総延長：7.34km
- 実延長：6.66km

## 歴史・特徴
1953年（昭和28年）に真和志村（現那覇市）安里 - 古波蔵間が琉球政府道安里古波蔵線として指定。1965年（昭和40年）に政府道41号線に変更、区間も那覇市鏡原町 - 宜野湾市真栄原に延長・変更された（那覇市安里 - 宜野湾市嘉数はバイパスとして新たに建設）。
1970年（昭和45年）に那覇大橋開通。
1972年（昭和47年）の本土復帰と同時に那覇市古波蔵 - 宜野湾市真栄原が国道330号（1975年（昭和50年）に全線開通）、那覇市鏡原町（山下橋交差点） - 古波蔵が県道41号線となった。
1980年（昭和55年）に県道41号線全線を含めた那覇市赤嶺 - 久茂地の区間を県道那覇内環状線として指定された。現路線名になった後もしばらくは那覇大橋通り方面は「県道41号」の表示だった。
2021年（令和3年）に那覇高校前交差点 - 終点・久茂地の重複区間が真地久茂地線から真地泉崎線の県道222号の路線名と経路変更に伴い、これまでの松尾消防署通り（那覇高校前交差点 - 国際通り）と一銀通り（国際通り - 松山交差点）経由からハーバービュー通り（那覇高校前交差点 - 県庁南口交差点、県道222号と重複）と県道42号（県庁前通り、御成橋通り）経由に変更され、終点の交差点も松山交差点から久茂地交差点に変更された。
県道指定とほぼ同じ時期に小禄の米軍基地が返還され跡地にバイパスが建設され、1987年（昭和62年）に開通した。モノレールもこの道路を通ることが決まっていたため、モノレール用の用地も確保していた。開通後は急速に開発が進み、集合住宅が次々と建ち始めた。1993年（平成5年）には沖縄県内では初出店となるジャスコが開店、2003年（平成15年）には沖縄都市モノレール（ゆいレール）も開通した。また那覇空港に近いことからこの付近にはレンタカー会社も多く、1999年（平成11年）に現在の国内線ターミナルが完成してからは民間駐車場もオープンしている。ちなみにこの道路の旧道は田原の集落内を通るが、どこから（まで）が県道かわかりにくいため（信号機はある）、道を間違えると県道62号線に抜けてしまう（この道路は県道62号線には接していない）。
那覇市楚辺与儀小学校前交差点 - 城岳小学校前の一部区間は道幅が狭く、長らく与儀小学校前の国道330号方面への一方通行だったが1998年（平成10年）に拡幅され、対面通行となり国道330号からの逆方向へも通れるようになった。
この道路は起点 - 古波蔵交差点は4車線だが、山下橋交差点はよく渋滞する。
長らく那覇高校前交差点から終点の松山交差点までは県道222号との重複で、番号はこの路線が若いにもかかわらず同区間がもともと222号の前身が県道45号線で222号が優先になっていため、実延長の終点は那覇高校前交差点だったが、2021年（令和3年）4月に県道222号が「真地泉崎線」に路線名が変更され、従来の区間だった那覇高校前交差点～松山交差点の松尾消防署通りおよび一銀通りと従来那覇市道だった那覇高校前交差点～那覇バスターミナル前のハーバービュー通りを那覇市道と経路を入れ替え。新たにハーバービュー通りのうち那覇高校前交差点～県庁南口交差点は県道222号、県庁南口交差点～新たな終点となる久茂地交差点は県道42号とそれぞれ重複区間となった。
このため、終点の那覇市久茂地は変わらないが経路変更で従来の松山交差点から久茂地交差点に変更された。
県道指定された当時、内環状線に対し、那覇市安謝から環状2号を通り糸満市潮平に至る那覇外環状線（県道220号、同時指定）という県道が存在していたが、そこは1982年（昭和57年）に沖縄県道82号那覇糸満線として主要地方道に昇格、僅か2 - 3年でその路線はなくなった。
那覇内環状線と謳っている割には、北側が沖縄県庁に近すぎるため、市中心部を避けて通る環状線の本来の役目を果たしていないようにも見える。このため、将来はモノレールの通る壺屋側・またはただ那覇新都心を縦断するだけの那覇中環状線へ接続、大きく転回し、真の「環状1号」へと発展していくのではともいわれている（その場合現在の真和志支所地域が道路拡張の対象となる）。

## 路線状況

### 重複路線
- 国道330号（那覇市古波蔵 - 楚辺与儀小学校前交差点）
- 沖縄県道222号真地泉崎線（那覇市樋川那覇高校前交差点 - 泉崎県庁南口交差点）
- 沖縄県道42号線（那覇市泉崎県庁南口交差点 - 終点）

### 主な道路愛称・橋
- 那覇大橋通り（山下橋交差点 - 古波蔵交差点）
  - 那覇大橋
- ハーバービュー通り（那覇高校前交差点 - 県庁南口交差点・県道222号と重複）
- 県庁前通り（県庁南口交差点 - 県庁前交差点・県道42号と重複）
- 御成橋通り（県庁前交差点 - 久茂地交差点・県道42号と重複）

#### かつての経路にあった通り
- 松尾消防署通り（那覇高校前交差点 - 松尾・県道222号と重複だった）
- 一銀通り（牧志 - 松山交差点・県道222号と重複だった）

### 路線バス
- 11番：安岡宇栄原線（那覇バス市内線） 那覇大橋通りの全区間
- 17番：石嶺（開南）線（那覇バス市内線） 赤嶺 - 古波蔵交差点
- 56番：浦添線（琉球バス交通） 赤嶺 - 那覇西高校入口
- 89番：糸満（高良）線（琉球バス交通・沖縄バスの共同運行） 赤嶺 - 那覇西高校入口（小禄駅前経由のみ）
- 101番：平和台安謝線（那覇バス） 那覇大橋通りの全区間
- 105番：豊見城市内一周線（琉球バス交通） 山下交差点 - 新那覇大橋交差点

※ かつては赤嶺 - 山下間も通っていたが、2003年（平成15年）8月10日のモノレール開通後ルートが重複するため89番の那覇西高校経由を除いて廃止されたものの、2006年（平成18年）9月25日に那覇バスの営業所移転に伴うルート変更で17番・石嶺（開南）線が具志営業所まで延長されたため3年1ヶ月半ぶりに市内線の赤嶺 - 山下間のルートが復活した。

## 地理

### 通過する自治体
- 那覇市

### 交差する道路
- 国道331号（起点）
- 沖縄県道231号那覇空港線（起点・豊見城方面のみ（那覇空港方面は国道331号と重複））
- 沖縄県道7号奥武山米須線（那覇市山下町山下橋交差点）
- 国道329号（那覇市古波蔵那覇大橋交差点）
- 国道330号（那覇市古波蔵交差点 - 楚辺与儀小学校前交差点））
- 国道507号（那覇市古波蔵交差点）
- 沖縄県道222号真地泉崎線（那覇市樋川那覇高校前交差点 - 泉崎県庁南口交差点）
  - ハーバービュー通り（同）
- 沖縄県道42号線（那覇市泉崎県庁南口交差点 - 終点）
- 沖縄県道39号線（那覇市久茂地県庁前交差点、安里方面が国際通り）
- 国道58号（終点・県道42号と重複）

### 並行・交差する鉄道
- 沖縄都市モノレール（ゆいレール）（起点 - 那覇市奥武山町、久茂地（県道42号と重複））
  - 赤嶺駅（那覇市赤嶺）
  - 小禄駅（那覇市金城）
  - 奥武山公園駅（那覇市奥武山町）
  - 県庁前駅（那覇市久茂地）

### 主要施設
- イオン那覇ショッピングセンター（旧・ジャスコ那覇店。那覇市金城）
- 沖縄県営奥武山公園（奥武山公園）
- 漫湖（ラムサール条約指定、那覇大橋）
- 那覇地方裁判所（那覇市樋川）
  - 福岡高等裁判所 那覇支部
  - 那覇家庭裁判所
  - 那覇簡易裁判所
- 那覇地方検察庁（同）
- 那覇地方法務局（同）
- 沖縄気象台（同）
- 沖縄県庁（那覇市泉崎、県道42号と重複）
  - 沖縄県警察本部（同）
- パレットくもじ（那覇市久茂地、県道42号と重複）
  - リウボウ
  - 美栄橋郵便局（ゆうちょ銀行那覇店併設）
- みずほ銀行那覇支店（同）
- 沖縄銀行本店（同）
- 沖縄タイムス社（同）

#### かつての経路にあった主要施設
- 沖縄海邦銀行本店（那覇市久茂地）